# Acanthodactylus khamirensis
Espèce
Acanthodactylus khamirensis est une espèce de sauriens de la famille des Lacertidae.

## Répartition
Cette espèce est endémique de la province du Hormozgan en Iran.

## Description
L'holotype mesure environ 92 mm dont 48 mm pour la queue.

## Étymologie
Son nom d'espèce, composé de khamir et du suffixe latin -ensis, « qui vit dans, qui habite », lui a été donné en référence au lieu de sa découverte, Bandar Khamir.

## Publication originale
- Heidari, Rastegar-Pouyani, Rastegar-Pouyani & Rajabizadeh, 2013 : A new species of Acanthodactylus Fitzinger 1834 (Sauria: Lacertidae) from southern Iran. Zootaxa, no 3722 (3), p. 333–346.